# Kanton Mougins
Mougins is een voormalig kanton van het Franse departement Alpes-Maritimes. Het kanton maakte deel uit van het arrondissement Grasse. Het werd opgeheven bij decreet van 24 februari 2014, met uitwerking op 22 maart 2015.

## Gemeenten
Het kanton Mougins omvatte de volgende gemeenten:
- Le Cannet (deels)
- Mouans-Sartoux
- Mougins (hoofdplaats)
- La Roquette-sur-Siagne